# Ward Van de Velde
Edward „Ward“ Van de Velde (* 19. Juni 1930 in Hamme (Belgien); † 7. März 2010 in Oostende) war ein belgischer Radrennfahrer.

## Sportliche Laufbahn
Van de Velde (auch Eduard Van de Velde) war im Bahnradsport aktiv. 1948 war er Teilnehmer der Olympischen Sommerspiele in London. Im Sprint wurde er auf dem 5. Rang klassiert, nachdem er im Viertelfinale gegen Mario Ghella ausgeschieden war.
1948 gewann er die nationale Meisterschaft im Sprint der Amateure. Im Finale bezwang er Pierre Nihant. 1949 konnte er den Titel gegen Nihant verteidigen. 1951 wurde er Vize-Meister im Sprint der Unabhängigen. Bei den Profis wurde er 1954 Dritter der Meisterschaft. Von 1952 bis 1959 war er Berufsfahrer. 1958 siegte er im Sechstagerennen von Cleveland. Auch das zweite Sechstagerennen in Cleveland 1958 gewann er.